# Їржі Секач
Їржі Секач (чеськ. Jiří Sekáč; 10 червня 1992, м. Кладно, Чехія) — чеський хокеїст, лівий/правий нападник. Виступає за «Чикаго Блекгокс» у Національній хокейній лізі.
Вихованець хокейної школи ХК «Кладно». Виступав за «Пітерборо Пітс» (ОХЛ), «Янгстаун Фантомс» (ХЛСШ), «Татранські Вовки», «Лев» (Попрад),  «Лев» (Прага), «Спарта» (Прага), «Монреаль Канадієнс», «Анагайм Дакс».
В чемпіонатах НХЛ — 94 матчі (10+16), у турнірах Кубка Стенлі — 7 матчів (0+0).
У складі національної збірної Чехії учасник чемпіонату світу 2014 (10 матчів, 2+0). У складі молодіжної збірної Чехії учасник чемпіонату світу 2012. У складі юніорської збірної Чехії учасник чемпіонату світу 2010.